# إيفان جوي
إيفان جوي (بالإنجليزية: Iván Joy)‏ هو منتج أسطوانات وملحن وموسيقي أمريكي، ولد في 3 ديسمبر 1975 في سان خوان في بورتوريكو.

## وصلات خارجية
- الموقع الرسمي
- إيفان جوي على موقع ميوزك برينز (الإنجليزية)
- إيفان جوي على موقع أول ميوزيك (الإنجليزية)
- إيفان جوي على موقع ديسكوغز (الإنجليزية)